# Mieszko III le Vieux
Pour les articles homonymes, voir Mieszko.
 (septembre 2021).
Mieszko III le Vieux (en polonais Mieszko III Stary), de la dynastie des Piasts, est né vers 1126 et décédé le 13 mars 1202 à Kalisz. Il est le fils de Boleslas III le Bouche-Torse et de Salomé, la fille du comte Henri de Berg.
Il est duc de Grande-Pologne (à partir de 1138, avec une période d’interruption) et princeps (duc de Pologne) de 1173 à 1177, en 1190/1191 et de 1198 à 1202.

## Testament deBoleslasIIIle Bouche-Torse
Boleslas III le Bouche-Torse meurt le 28 octobre 1138. Son testament, rédigé quelques années auparavant et inspiré des coutumes de Kiev, marque le début du démembrement territorial de la Pologne. Il a partagé son État entre ses quatre fils, chacun recevant un duché héréditaire.
Ladislas II le Banni reçoit la Silésie (avec Wrocław comme capitale), Boleslas IV le Frisé reçoit la Mazovie et la Cujavie (avec Płock comme capitale), Mieszko III le Vieux reçoit la Grande-Pologne (avec Poznań comme capitale), Henri reçoit le duché de Sandomierz (avec Sandomierz comme capitale).
L’aîné des représentants mâles de la dynastie Piast, Ladislas II le Banni, devient le princeps (ou senior) et à ce titre, gouverne également sur la Petite Pologne (avec Cracovie comme capitale), la Grande-Pologne orientale avec Gniezno et Kalisz, la Poméranie occidentale, la Poméranie orientale ainsi que la région de Łęczyca et de Sieradz (qui doit lui revenir après la mort de Salomé, la seconde épouse de son père). C'est lui qui décide en dernier ressort sur les questions de politique étrangère, conclut les traités, déclare les guerres, a le droit d'investiture, est le chef et le juge suprême.
Casimir II le Juste, qui n’était pas né lors de la rédaction du testament, ne reçoit rien.

## Mieszko et ses frères s’opposent àLadislasII
Dès 1139, soutenus par leur mère Salomé, Boleslas IV et Mieszko s’opposent à Ladislas II le Banni qui veut rétablir l’union de la Pologne.
En 1141, Ladislas lance une offensive contre ses demi-frères et s’empare de plusieurs villes. L’archevêque de Gniezno et de nombreux magnats, qui estiment qu’une trop grande centralisation du pouvoir va à l’encontre de leurs intérêts et de leur influence, se rallient aux enfants de Salomé pour contrer un Ladislas de plus en plus puissant. En 1145, sur la Pilica, les jeunes ducs, soutenus par les magnats, obtiennent une première victoire sur Ladislas qui est obligé de reconnaître leur légitimité et leur rendre une partie du fief de leur mère Salomé qui vient de décéder.
En 1146, Ladislas II, la Rus' de Kiev et les Prussiens, lancent une triple attaque. Ladislas poursuit sa campagne jusqu’aux portes de Poznań. Durant le siège de la ville, les nouveaux territoires conquis se révoltent et l’archevêque de Gniezno lance un anathème contre Ladislas, ennemi de la paix et allié avec des païens. Trop présomptueux, Ladislas continue le siège de Poznań mais son armée est mise en déroute par d’importantes forces rebelles et il doit se replier sur Cracovie.

## SousBoleslasIVle Frisé
Ladislas doit s’exiler en Saxe et Boleslas IV le Frisé de Mazovie lui succède en tant que princeps (duc de Cracovie). Boleslas IV le Frisé partage le territoire de Ladislas entre Mieszko III le Vieux et Henri de Sandomierz. En août 1146, Conrad III attaque la Silésie mais il est arrêté sur l’Oder. Il accepte de reconnaître les nouveaux ducs polonais en échange d’un arrangement financier et de la promesse de se présenter à la cour impériale pour un arbitrage. Les nouveaux dirigeants polonais refuseront l’arbitrage de l’empereur, trop occupé à régler des problèmes internes pour pouvoir l’imposer.
En 1147, Mieszko III le Vieux participe à la croisade contre les Obodrites et les Lutices. Il prend part à l’attaque contre Szczecin.
En 1157, après un ultimatum exigeant le retour de Ladislas II, Frédéric Barberousse, les Saxons et les Tchèques lancent leur invasion de la Pologne. Les troupes impériales traversent l’Oder et posent leurs conditions aux ducs polonais : la Silésie pour Ladislas II le Banni, de l’argent et des troupes pour la campagne militaire italienne de Frédéric Barberousse. Les Polonais doivent reconnaître la suzeraineté impériale mais, l’année suivante, ils annulent le traité alors que Frédéric Barberousse a commencé sa campagne italienne : pas de troupes pour l’empereur, pas de Silésie pour Ladislas II le Banni.
En 1166, Henri de Sandomierz est tué dans une croisade contre les Prussiens. N’ayant pas d’enfants, il avait désigné son petit frère Casimir comme héritier. Cet héritage est contesté par Boleslas et Mieszko qui décide de partager ce duché en trois, une partie pour chaque frère.

## Premier règne deMieszkoIII

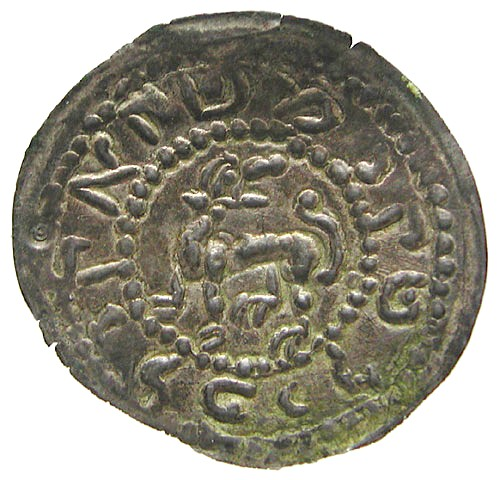
Monnaie de type bractéate à l’effigie de Miezko III, frappée d'inscriptions hébraïques en langue knaanique (langue judéo-slave) indiquant « Mieszko, roi de Pologne ».

En 1173, Mieszko III le Vieux succède à Boleslas IV le Frisé en tant que princeps. Il se donne le titre de duc de toute la Pologne (en latin dux totius Poloniae). Casimir (qui finalement a reçu Sandomierz) devient le tuteur de Lech, le fils unique de Boleslas IV le Frisé.
En 1174, Racibor II de Poméranie épouse Salomé, la fille de Mieszko III le Vieux.
En 1177, Mieszko III doit s’enfuir de Cracovie à la suite du soulèvement des habitants (soutenus par Boleslas Ier le Long), auxquels s’est joint Odon, son fils aîné.

## SousCasimirIIle Juste
Casimir II le Juste monte sur le trône de Cracovie. En 1179, Mieszko abandonne son trône de Grande Pologne. Son fils Odon lui succède.
En 1180, lors de l’assemblée des nobles polonais à Łęczyca, Casimir II le Juste accorde des privilèges aux nobles et octroie ses premiers privilèges à l’Église pour faire abolir les droits des autres Piasts sur Cracovie et y établir son pouvoir héréditaire (suppression du séniorat).
En 1181, Bogusław Ier de Poméranie épouse Anastasie, une des filles de Mieszko III le Vieux. La même année, ne parvenant pas à gagner le Saint Empire à sa cause, Mieszko attaque la Grande Pologne avec les Poméraniens. Il regagne une grande partie de la Grande Pologne (Gniezno inclus) qui est sa province légitime, sans opposition de Casimir II le Juste. Mieszko, qui n’est pas rassasié, continue à vouloir conspirer et à mener une politique diplomatique contre Casimir. Il s’allie avec Boleslas Ier le Long et avec la cour allemande.
En 1184, l’empereur donne l’ordre à son fils Henri, de mettre sur pied une campagne militaire contre la Pologne afin de soutenir Mieszko. Casimir II Le Juste retient l’empire en réaffirmant sa vassalité et en faisant sans doute d’autres concessions.
En 1186, après le décès de Lech, Casimir II Le Juste annexe la Mazovie et devient duc de Mazovie et duc de Cujavie.

## Second règne
En 1190, profitant d’un long voyage de Casimir dans la Rus' de Kiev, le gouverneur de Cracovie s’empare de la ville et place Mieszko sur le trône. L’année suivante, Casimir revient en Pologne et reprend facilement Cracovie avec l’aide de la Rus’ de Kiev.

## Troisième règne
En 1194, quelques jours après le décès d’Odon, Casimir décède inopinément, sans doute par un empoisonnement. Son fils aîné Lech le Blanc lui succède à Cracovie et devient aussi duc de Mazovie et de Cujavie. Mieszko III envahit la Cujavie qu’il offre à son fils Boleslas. Le 13 septembre 1195, un affrontement militaire opposant Mieszko III le Vieux aux partisans de Lech le Blanc (bataille de la Mozgawa) ne lui permet pas de prendre l’avantage. Son fils Boleslas périt dans la bataille.
En 1198, Mieszko III redevient princeps de fait (il assure la régence au nom de Lech le Blanc qui a l’appui de la noblesse) en échange de la Cujavie et de la reconnaissance de Lech le Blanc comme héritier du trône de Grande Pologne.
Mieszko III le vieux décède le 13 mars 1202.

## Descendance
Avec Élisabeth de Hongrie :
- Odon (v.  1145 - 1194) ;
- Stéphane (v.  1150 - entre 1168 et 1177) ;
- Wierzchosława Ludmiła (avant 1152 - 1223) ;
- Élisabeth (avant 1154 - 1209) ;
- Judith (avant 1154 - après 1201).

Avec Eudoxia de Kiev :
- Boleslas (1159-1195) ;
- Mieszko (entre 1160 et 1165 - 1193) ;
- Ladislas (entre 1161 et 1166 - 1231) ;
- Salomé (née entre 1162 et 1164) ;
- Anastasie (avant 1164 - après 1240) ;
- Zwinisława (avant 1168 - 1240).